# Kukły
Kukły (deutsch Kuckeln) ist ein kleiner Ort in der polnischen Woiwodschaft Ermland-Masuren, der zur Gmina Biała Piska (Stadt- und Landgemeinde Bialla (1938 bis 1945 Gehlenburg)) im Powiat Piski (Kreis Johannisburg) gehört.

## Geographische Lage
Kukły liegt im südlichen Osten der Woiwodschaft Ermland-Masuren, 14 Kilometer südöstlich der Kreisstadt Pisz (deutsch Johannisburg).

## Geschichte
Der kleine Ort, bestehend aus ein paar großen und kleinen Höfen und nach 1785 Kucklen und nach 1818 Kuklen genannt, wurde 1471 durch den Deutschen Ritterorden als Freigut mit elf Hufen gegründet. 
Vonn 1874 bis 1945 war das Dorf in den Amtsbezirk Morgen eingegliedert.
Im Jahr 1910 waren in Kuckeln 56 Einwohner gemeldet. 1933 belief sich ihre Zahl auf 66 und 1939 auf 64.
In Kriegsfolge kam Kuckeln 1945 mit dem gesamten südlichen Ostpreußen zu Polen und erhielt die polnische Namensform „Kukły“. Heute ist das Dorf eine Ortschaft im Verbund der Stadt- und Landgemeinde Biała Piska (Bialla, 1938 bis 1945 Gehlenburg) im Powiat Piski (Kreis Johannisburg), bis 1998 der Woiwodschaft Suwałki, seither der Woiwodschaft Ermland-Masuren zugehörig. Im Jahre 2011 zählte Kukły 162 Einwohner.

## Religionen
Bis 1945 war Kuckeln in die evangelische Kirche Kumilsko sowie in die römisch-katholische Kirche Pisz im damaligen Bistum Ermland eingepfarrt. Heute gehört Kukły katholischerseits zur Pfarrei Kumielsk im Bistum Ełk der Römisch-katholischen Kirche in Polen. Die evangelischen Einwohner orientieren sich zur Kirchengemeinde in Biała Piska, einer Filialgemeinde der Pfarrei Pisz in der Diözese Masuren der Evangelisch-Augsburgischen Kirche in Polen.

## Verkehr
Kukły ist über einen Abzweig von der Straße Biała Piska–Kumielsk erreichbar, auch führt eine Nebenstraße von Szymki kommend direkt in den Ort. 